# Orde van het Witte Dubbele Kruis
De Orde van het Witte Dubbele Kruis (Slowaaks: "Rad Bieleho dvojkríža") is de hoogste burgerlijke en militaire onderscheiding van de 1 januari 1993 onafhankelijk geworden republiek Slowakije.
Deze op 1 maart 1994 ingestelde ridderorde heeft drie graden en een Civiele Divisie en een Militaire Divisie. Daarmee wordt het voorbeeld van de in Slowakije afgeschafte Orde van de Witte Leeuw, de voornaamste orde van het vroegere Tsjecho-Slowakije gevolgd.

## Graden
- Eerste Graad of Grootkruis
- Tweede Graad of Grootofficier
- Derde Graad of Commandeur

## Versierselen
Het kleinood is een achtpuntige gouden ster waarvan de bovenste punt ontbreekt. Deze punt is vervangen door een ring en een gouden verhoging met lindebladeren, al dan niet met de gekruiste zwaarden van de Militaire Divisie, waarmee het kleinood aan het lint hangt. In het door gouden lauweren omringde rode medaillon is een wit patriarchaal kruis geplaatst.
De gouden ster is achtpuntig en gelijk aan het kleinood.
Het lint van de orde is blauw-rood-blauw.

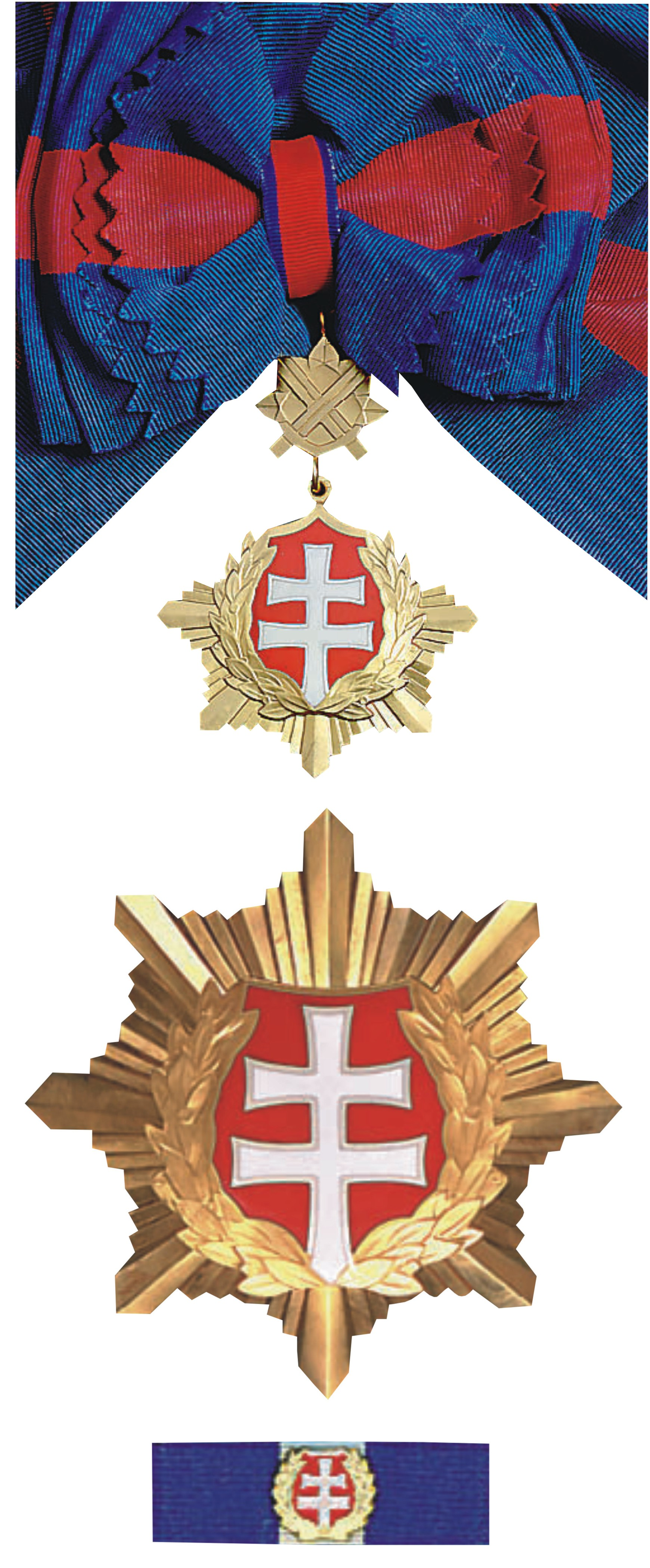
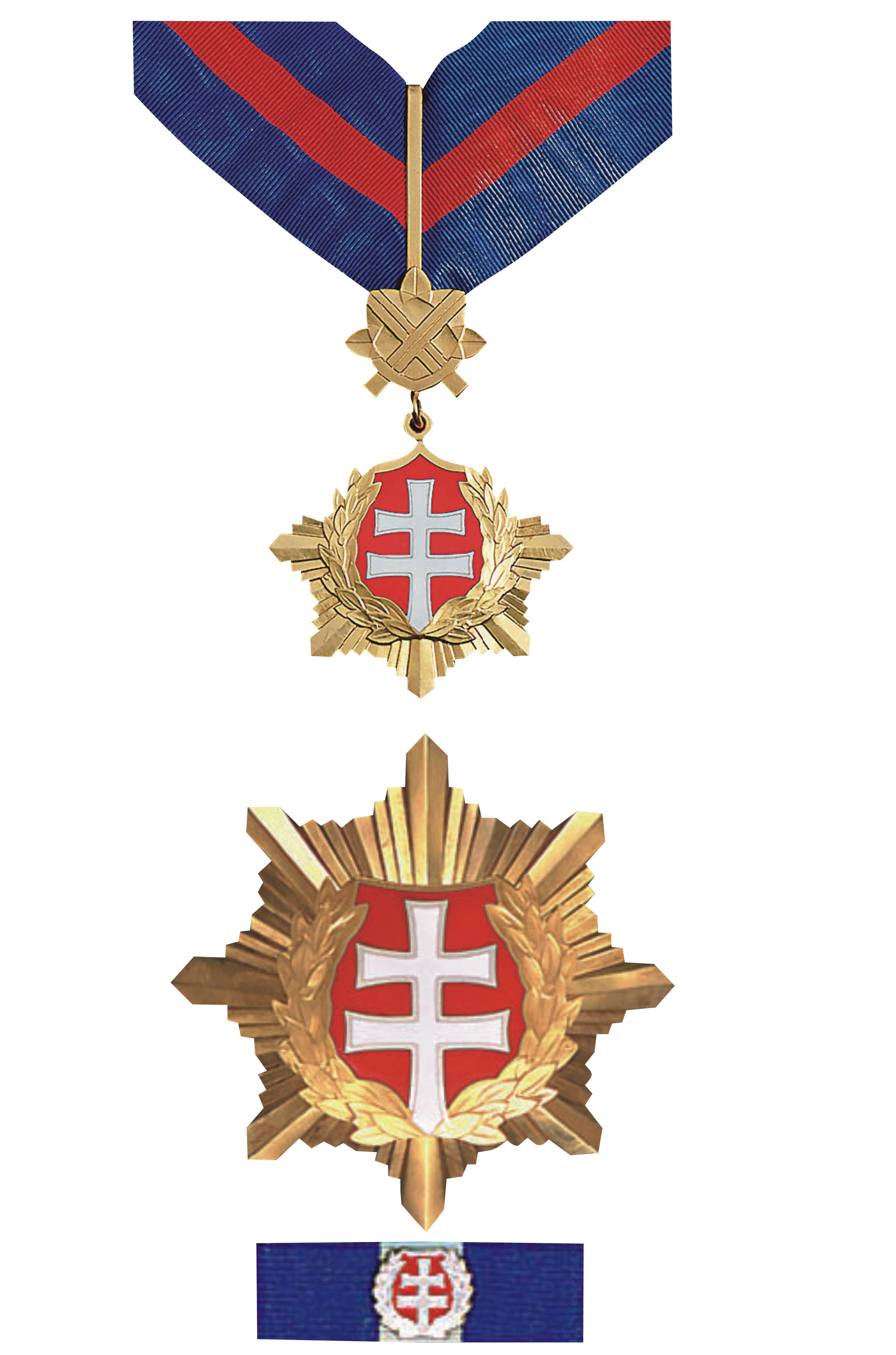
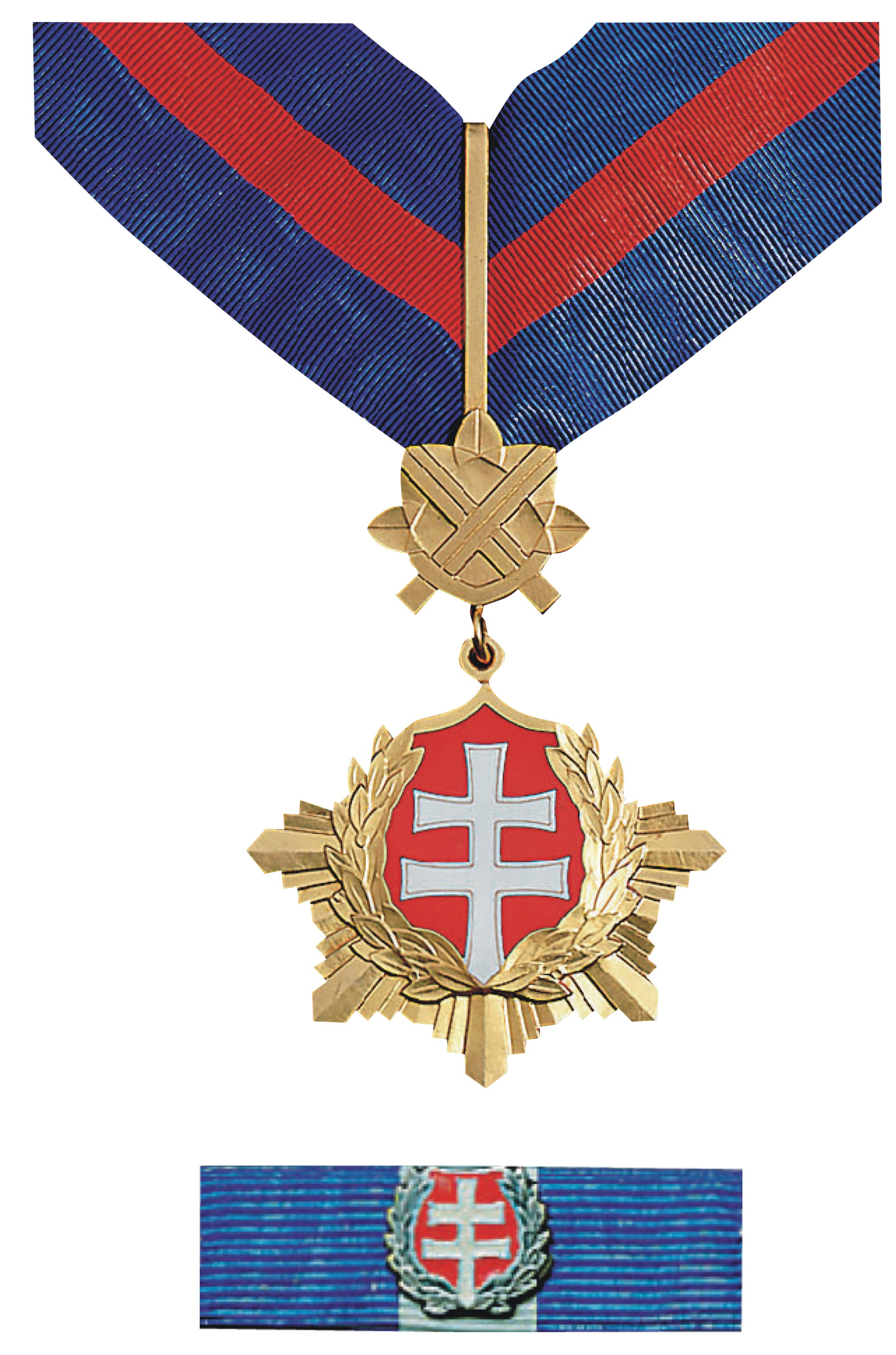